# Rolf Möller (Künstler)

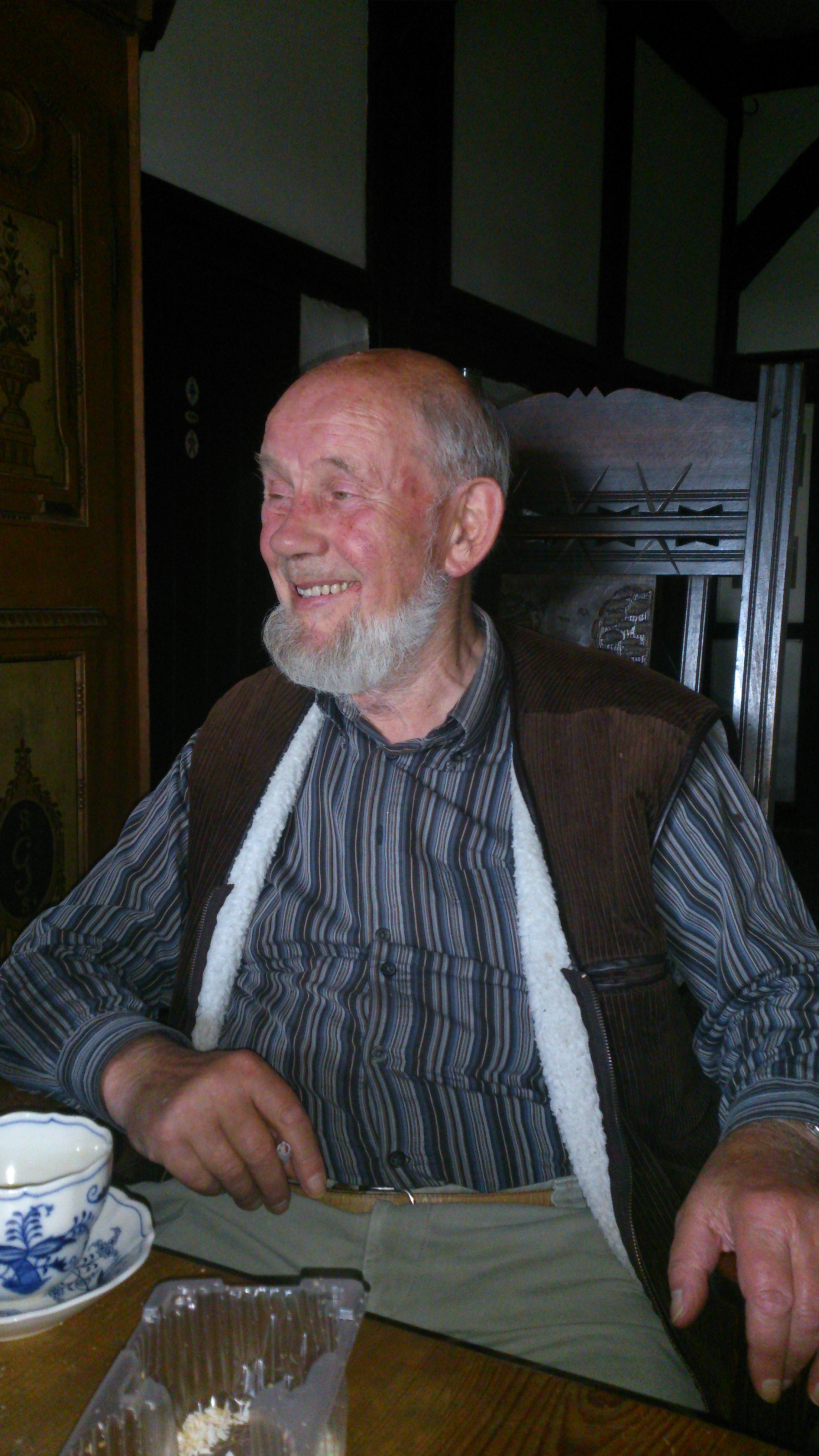
Rolf Möller in seinem Atelier (2013)

Rolf Möller (* 21. August 1932 in Krefeld-Uerdingen am Rhein; † 6. Januar 2015 in Wismar) war ein deutscher Grafiker und Landschaftsmaler.

## Leben und Wirken
Rolf Möller siedelte 1936 mit seiner Familie nach Wismar um. Dort besuchte er die Schule und absolvierte anschließend eine Malerlehre von 1948 bis 1950. Von 1950 bis 1955 absolvierte er ein Fach- und Hochschulstudium für angewandte Kunst in Wismar und in der Kunsthochschule Berlin-Weißensee. 1955 erfolgte die Aufnahme in den Verband Bildender Künstler. Von 1956 bis 1963 wirkte er als technischer Grafiker auf der Mathias Thesen Werft in Wismar.
1964 nahm Möller die freiberufliche Tätigkeit als Maler und Grafiker auf. Aufträge erhielt er hauptsächlich für den öffentlichen Raum, die Gestaltung von Bleiglasfenstern und Mosaiken in Rostock, Wismar, Grevesmühlen und Dorf Mecklenburg. Er entwarf Tafelmalereien für neugebaute Passagierschiffe und gestaltete die Ausstattung der „Mecklenburger Mühle“.
1974 erwarb er ein niederdeutsches Hallenhaus in Wodorf bei Blowatz. Dieses baute er zum Atelier und Wohnhaus aus. Nun folgten zahlreiche eigene Ausstellungen, unter anderem in Wismar, Dresden, Güstrow, Schönberg, Schwerin, Ratzeburg, Rostock, Lübeck und Schönwalde am Bungsberg. Auch im Ausland fanden viele Ausstellungen statt: Im polnischen Stettin, in den norwegischen Städten Halden, Fredrikstad und Moss, sowie in den schwedischen Metropolen Landskrona und Kalmar. Über den Kreis künstlerisch Interessierter hinaus macht er sich vor allem mit der Illustration von Büchern versch. Art einen Namen. Einige seiner Kunstwerke sind im Besitz der Museen Wismar und auf der Insel Poel,
in Rerik und in öffentlichen Einrichtungen.
Rolf Möllers Werke waren in der DDR sehr bekannt, auch im wiedervereinigten Deutschland sowie im skandinavischen Raum ist sein Schaffen in vielen Sammlungen und im öffentlichen Raum präsent.
Rolf Möller starb am 6. Januar 2015 nach langer Krankheit in Wismar.

## Veröffentlichungen
- Rolf Möller – Zeiträume. Malerei und Grafik. Anlässlich seines 70. Geburtstages. Verlag Koch und Raum, Wismar 2002
- Detlef Schmidt/Rolf Möller (Illustrationen): Schmidt’s Wismarsche Zettelkiste, 50 heimatgeschichtliche Erkundungen. 2003.
- Hans Draehmpaehl/Rolf Möller (Bilder): Dit un Dat in Wismersch Platt. BS-Verlag Rostock, 1979/2012.
- André Jortzik, Illustrationen Rolf Möller: Nacht über St. Marien. BS-Verlag Rostock 2005
- Frank Schlößer, Illustrationen Rolf Möller:  Unter 3 Kronen. BS-Verlag Rostock 2003
- Ullrich Rudolph  Kunst und Künstler in Nordwestmecklenburg. Porträt und Bilder, 80. Geburtstag, Wismar 2013
- Rolf Möller:  Summa Summarum, eine Lebensgeschichte. Verlag Koch und Raum, Wismar